# Gran Premio Valencia
El Gran Premio Valencia (oficialmente Clàssica Comunitat Valenciana 1969-Gran Premio Valencia y anteriormente Trofeo Luis Puig) es una carrera ciclista profesional que se celebra anualmente durante el mes de enero en la Comunidad Valenciana.
Es una prueba de una sola etapa y se celebró desde 1969 ininterrumpidamente hasta 2005, a excepción del año 1980 que no se celebró. Tras 15 años de ausencia, en noviembre de 2020 se hizo oficial que en 2021 la carrera regresaba al calendario internacional formando parte del UCI Europe Tour dentro de la categoría 1.2.
Consiste una etapa llana, muy dada a llegadas masivas resueltas al esprint. Es por ello que muchos de los grandes esprínteres han inscrito su nombre en el palmarés de la competición.

## Palmarés
| Año                  | Ganador                | Segundo                       | Tercero                      |
| -------------------- | ---------------------- | ----------------------------- | ---------------------------- |
| 1969                 | Carlos Echeverría      | Jorge Mariné                  | Gregorio San Miguel          |
| 1970                 | Ramón Sáez             | Manuel Galera                 | Carlos Echeverría            |
| 1971                 | Frans Verhaegen        | Domingo Perurena              | Peter Kisner                 |
| 1972                 | Eric Leman             | Domingo Perurena              | Miguel María Lasa            |
| 1973                 | Gustaaf Van Roosbroeck | Domingo Perurena              | Andrés Oliva                 |
| 1974                 | Eddy Peelman           | Francesco Moser               | Miguel María Lasa            |
| 1975                 | Eddy Peelman           | Wilfried Reybrouck            | Albert Hulzebosch            |
| 1976                 | Tomas Nistal           | Luis Alberto Ordiales         | Eddy Peelman                 |
| 1977                 | Domingo Perurena       | Klaus-Peter Thaler            | José Luis Viejo              |
| 1978                 | Javier Elorriaga       | Domingo Perurena              | Jürgen Kraft                 |
| 1979                 | Antoine Gutierrez      | José Nazábal                  | José Luiz Mayoz              |
| 1980                 | No se disputó          |                               |                              |
| 1981                 | Noël Dejonckheere      | Jesús Suárez Cueva            | Juan Fernández Martín        |
| 1982                 | Raimund Dietzen        | Erich Maechler                | Marcel Summermatter          |
| 1983                 | Noël Dejonckheere      | Stefan Mutter                 | Ronan De Meyer               |
| 1984                 | Noël Dejonckheere      | Frank Hoste                   | Yvon Bertin                  |
| 1985                 | Enrique Aja            | Faustino Rupérez              | Bruno Cornillet              |
| 1986                 | Bernard Hinault        | Iñaki Gastón                  | Alberto Leanizbarrutia       |
| 1987                 | Pello Ruiz Cabestany   | Celestino Prieto              | Eduardo Chozas               |
| 1988                 | Acácio da Silva        | Claudio Chiappucci            | Bruno Leali                  |
| 1989                 | Mathieu Hermans        | Eddy Planckaert               | Laurent Jalabert             |
| 1990                 | Tom Cordes             | Luc Roosen                    | Miguel Ángel Martínez Torres |
| 1991                 | Andreas Kappes         | Nico Verhoeven                | Roberto Pagnin               |
| 1992                 | Sean Kelly             | Jesper Skibby                 | Laurent Jalabert             |
| 1993                 | Laurent Jalabert       | Juan Carlos González Salvador | Alfonso Gutiérrez            |
| 1994                 | Adriano Baffi          | Laurent Jalabert              | Phil Anderson                |
| 1995                 | Mario Cipollini        | Giovanni Lombardi             | Fabio Baldato                |
| 1996                 | Peter Van Petegem      | Eddy Bouwmans                 | Bert Dietz                   |
| 1997                 | Erik Zabel             | Endrio Leoni                  | Massimo Strazzer             |
| 1998                 | Andrei Tchmil          | Viatcheslav Ekimov            | Max van Heeswijk             |
| 1999                 | Mario Cipollini        | Robbie McEwen                 | Giovanni Lombardi            |
| 2000                 | Erik Zabel             | Óscar Freire                  | Biagio Conte                 |
| 2001                 | Erik Zabel             | Sven Teutenberg               | George Hincapie              |
| 2002                 | Serguéi Ivanov         | Rolf Aldag                    | Erik Zabel                   |
| 2003                 | Alessandro Petacchi    | Isaac Gálvez                  | Alejandro Valverde           |
| 2004                 | Óscar Freire           | Alejandro Valverde            | Josu Silloniz                |
| 2005                 | Alessandro Petacchi    | Isaac Gálvez                  | Óscar Freire                 |
| 2006-2020            | No se disputó          |                               |                              |
| Gran Premio Valencia |                        |                               |                              |
| 2021                 | Lorrenzo Manzin        | Mikel Aristi                  | Amaury Capiot                |
| 2022                 | Giovanni Lonardi       | Amaury Capiot                 | Christopher Lawless          |
| 2023                 | Arnaud De Lie          | Jenthe Biermans               | Edvald Boasson Hagen         |
| 2024                 | Dylan Groenewegen      | Bryan Coquard                 | Tim Torn Teutenberg          |
| 2025                 | Marc Hirschi           | Christian Scaroni             | António Morgado              |

## Palmarés por países
| País         | Victorias |
| ------------ | --------- |
| Bélgica      | 11        |
| España       | 8         |
| Italia       | 6         |
| Alemania     | 5         |
| Francia      | 4         |
| Países Bajos | 3         |
| Portugal     | 1         |
| Irlanda      | 1         |
| Rusia        | 1         |
| Suiza        | 1         |